# 7176 Kuniji
7176 Kuniji eller 1989 XH är en asteroid i huvudbältet som upptäcktes den 1 december 1989 av de båda japanska astronomerna Kazuro Watanabe och Kin Endate vid Kitami-observatoriet. Den är uppkallad efter Kuniji Saito.
Asteroiden har en diameter på ungefär 6 kilometer och den tillhör asteroidgruppen Gefion.